# Theodor Traugott Meyer
Theodor Traugott Konrad Jakob Meyer (* 6. November 1904 in München; † 22. Oktober 1948 in Danzig) war ein deutscher KZ-Führer. Er war als SS-Hauptsturmführer Adjutant in verschiedenen Konzentrationslagern.

## Leben

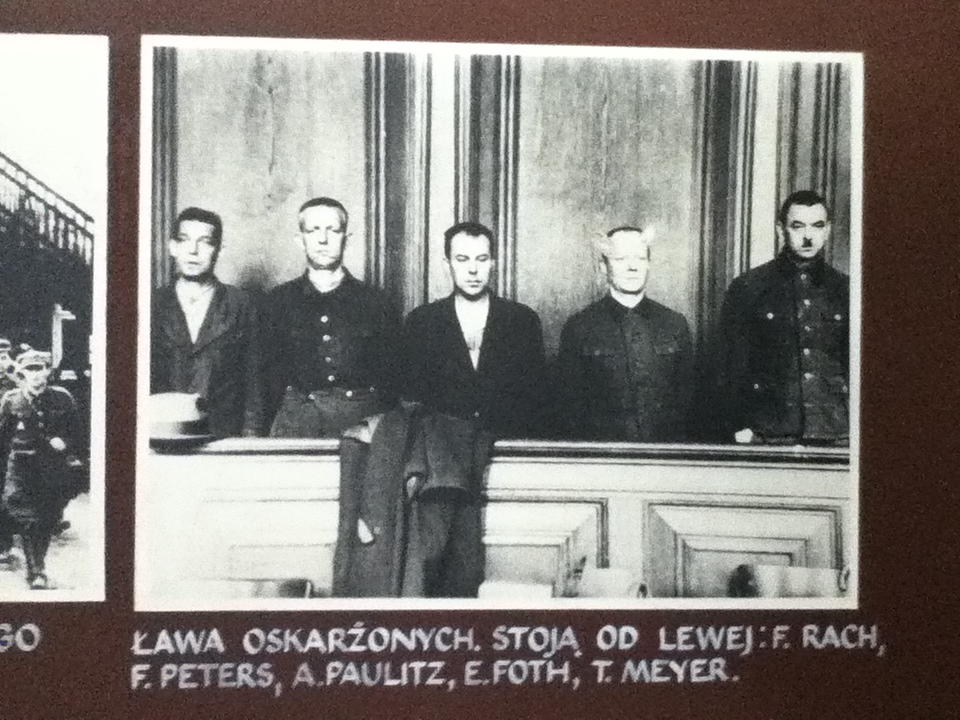
Von rechts: Theodor Traugott Meyer, Ewald Foth, Albert Paulitz während des 2. Stutthof-Prozesses

Theodor Traugott Meyer war von Beruf Elektromonteur. Ab 1930 war er arbeitslos. Zum 1. Dezember 1931 trat er der NSDAP bei (Mitgliedsnummer 771.323). Am 6. November 1931 wurde er Mitglied der SS (SS-Nummer 16.385). Ab April 1933 war er Angehöriger der Wachmannschaft im KZ Dachau. Ab April 1938 fungierte Meyer als Lageringenieur im KZ Dachau, diese Funktion hatte er bis Ende Dezember 1940 inne. Anfang Januar 1941 wurde Meyer als Schutzhaftlagerführer in das KZ Ravensbrück versetzt. Unter Lagerkommandant Paul Werner Hoppe wurde Meyer ab Anfang Januar 1942 Adjutant und Schutzhaftlagerführer des KZ Stutthof. Danach soll er zwischenzeitlich auch im KZ Majdanek tätig gewesen sein. Nach der Räumung des Lagers in Stutthof im Januar 1945 wurde Meyer, wiederum unter Hoppe, Adjutant und Schutzhaftlagerführer des KZ Wöbbelin. Für die katastrophale Versorgungslage und die menschenunwürdigen Zustände im KZ Wöbbelin war Meyer als Schutzhaftlagerführer hauptverantwortlich. Im Zuge der nahenden Befreiung des Lagers Wöbbelin durch die US-Army setzte sich Meyer ab und wurde nach Kriegsende in Polen verhaftet. Im zweiten Stutthof-Prozess wurde Meyer am 31. Oktober 1947 zum Tode verurteilt und am 22. Oktober 1948 durch Hängen in Danzig hingerichtet.